# Pepe Guízar
José Guízar Morfín (* 12. Februar 1906 in Guadalajara, Jalisco; † 27. September 1980 in Mexiko-Stadt), besser bekannt als Pepe Guízar, war ein mexikanischer Komponist.

## Leben
Guízar begann seine musikalischen Studien in seiner Heimatstadt Guadalajara unter anderem am Instituto de Ciencias de Jalisco, bevor er 1928 auf Drängen seines Vaters nach Mexiko-Stadt ging, um Rechts- und Sozialwissenschaften zu studieren. Nach drei Jahren gab er das seinem Naturell nicht entsprechende Studium auf und studierte stattdessen Musik und Deklamation am Conservatorio Nacional de Música in Mexiko-Stadt.
Beeinflusst durch Agustín Lara begann Guízar, selbst zu komponieren und schuf 1937 sein erstes Werk Guadalajara als Hommage an seine Heimatstadt. Insgesamt komponierte Guízar 119 Lieder, von denen einige nach diversen mexikanischen Orten benannt sind. Einige seiner Lieder – unter anderem sein auch von Elvis Presley aufgenommenes Erstlingswerk Guadalajara – wurden über die Grenzen Mexikos hinaus bekannt und verhalfen der mexikanischen Folklore in anderen Ländern zu einer höheren Popularität.
Wenige Jahre vor seinem Ableben übertrug die Staatsregierung von Jalisco Guízar das Wohnrecht für das Schloss im Freizeitpark Bosque Los Colomos, das heute nach ihm benannt ist und sich im westlich von Guadalajara gelegenen Vorort Zapopan befindet.
Guízar kehrte häufig nach Mexiko-Stadt zurück und starb auf einer dieser Reisen im Alter von 74 Jahren.